# Bells (Tennessee)
Bells é uma cidade localizada no estado norte-americano de Tennessee, no Condado de Crockett.

## Demografia
Segundo o censo norte-americano de 2000, a sua população era de 2171 habitantes. 
Em 2006, foi estimada uma população de 2281, um aumento de 110 (5.1%).

## Geografia
De acordo com o United States Census Bureau tem uma área de 
5,9 km², dos quais 5,9 km² cobertos por terra e 0,0 km² cobertos por água. Bells localiza-se a aproximadamente 109 m acima do nível do mar.

## Localidades na vizinhança
O diagrama seguinte representa as localidades num raio de 24 km ao redor de Bells. 